# Gangnam okrug
Gangnam okrug (Korejski: 강남구; Hanja: 江南區; bukvalni prevod "Južno od reke") je jedan od 25 lokalnih okruga koji čine glavni grad Južne Koreje, Seul. Gangnam je treći najveći okrug u Seulu sa površinom od 39,5 km2. Prema popisu stanovništva iz 2018. godine, Gangnam je imao 547,453 stanovnika.

## Administracija
Gangnam je jedan od tri okruga (na korejskom: gu) koji sačinjavaju područje veće Gangnam područje, zajedno sa Seocho i Songpa okrugom. Ova tri okruga zajedno pokrivaju otprilike 120 km2 i imala su populaciju od 1,567,881 od 2010, čineći 20% područja i 15% populacije Seula.

### Administrativna podela
Gangnam okrug je podeljen na 24 susedstva (na korejskom: dong):  
- Apgujeong
- Cheongdam 1
- Cheongdam 2
- Daechi 1
- Daechi 2
- Daechi 3
- Daechi 4
- Dogok 1
- Dogok 2
- Gaepo 1
- Gaepo 2
- Gaepo 3
- Irwon 1
- Irwon 2
- Irwon bon
- Nonhyeon 1
- Nonhyeon 2
- Samseong 1
- Samseong 2
- Segok
- Sinsa
- Suseo
- Yeoksam 1
- Yeoksam 2

## Ekonomija

### Ekonomski razvoj
Do ranih 1980-ih godina, Gangnam je bio jedan od najmanje razvijenijih okruga u Seulu, ali je u poslednjih 30 godina stekao reputaciju jednog od najplodnijih, najuticajnijih i najdinamičnijih područja u celoj Južnoj Koreji. 
Celo područje Gangnama i sam Gangnam okrug su poznati po veoma visokom životnom standardu, koji je poređen sa gradovima kao što je Beverli Hils, Kalifornija. Najveći pokazatelji su izuzetno skupe nekretnine. Prosečna cena stanova je otprilike 10,000 USD po  m2, što je 3,5 puta više od nacionalnog proseka. Značajne kompanije koje se nalaze u Gangnamu su KEPCO, GS Group, Hyundai Department Store Group, HITEJinro, Hansoč, Hankook Tire, GLOVIS Korea Zinc Corporation, POSCO, KT&G, Dongbu Fire Insurance, Young Poong Group, T'way airlines, Hankook P&G. U Gangnam se takođe nalaze i mnoge poznate korejske kompanija za muziku i TV, poput SM Entertainment, JYP Entertainment, Cube Entertainment, Pledis Entertainment, LOEN Entertainment, Source Music, Plan A Entertainment, DSP Media, MBK Entertainment, Nega Network, C-JeS Entertainment, WM Entertainment, NH Media, J. Tune Entertainment, TOP Media, Happy Face Entertainment, Dream Tea Entertainment, Polaris Entertainment, Jellyfish Entertainment, DR Music and Stardom Entertainment, FNC Entertainment.

## Obrazovanje
Sama Južna Koreja je poznata po visokom standardu obrazovanja i velikoj konkurenciji, a Gangnam se smatra centrom obrazovanja. U 2010. godini, skoro 6% kandidata koji su uspeli da upišu Nacionalni Univerzitet u Seulu bili su iz okruga Gangnam, dok stanovništvo Gangnama čini samo 1% stanovništva cele države. Ovaj okrug je postao popularno odredište za mnoge strane studente koji traže časove korejskog, što je Koreju označilo kao destinaciju "studijskog turizma". Postoje dve internacionalne škole u Gangnamu, Seoul Academy International School i Korea International School.

## Prevoz
Okrug Gangnam koristi Seul metro liniju 2, Seul metro liniju 3, Seul metro liniju 7, Seul metro liniju 9, Bundang liniju i Šinbundang liniju.
- Korail[5] - železnički operator
- Bundang linija[6]

(Seongdong-gu) ← Apgujeongrodeo – Gangnam-gu Office – Seonjeongreung – Seolleung — Hanti — Dogok — Guryong — Gaepo-dong — Daemosan — Suseo → (Songpa-gu)
- Seul Metro[7]
- Seul metro linija 2

(Songpa-gu) ← Samseong — Seolleung — Yeoksam — Gangnam → (Seocho-gu
- Seul metro linija 3[8]

(Seongdong-gu) ← Apgujeong — Sinsa → (Seocho-gu) ← Maebong — Dogok — Daechi — Hangnyeoul — Daecheong — Irwon — Suseo – (Songpa-gu
- Šinbundang linija[9]

(Seocho-gu) ← Gangnam
- Seul metro linija 7[10]

(Gwangjin-gu) ← Cheongdam — Gangnam-gu Office — Hak-dong — Nonhyeon → (Seocho-gu)
- Metro 9 korporacija
- Soul metro linija 9[11]

(Seocho-gu) ← Sinnonhyeon ← Eonju ← Seonjeongneung ← Samseong Jungang ← Bongeunsa 

## Atrakcije i moda
Gangnam je pun mesta i stvari koje bi trebalo posetiti. Neke od tih atrakcija su Bongeunsa budistički hram, Samneung park  , Seul olimpijski park, COEX šoping centar i akvarijum i mnoge druge. 
Ulica Čeongdam predstavlja najpopularniju ulicu u celom Gangnamu, u kojoj se nalaze prodavnice svetski poznatih luksuznih brendova.  

## Festivali
Postoji nekoliko festivala koji se održavaju u Gangnam okrugu:
- Sportski festival za stanovnike Gangnama u Maju

- Medjunarodni festival maratona mira u Oktobru
- Gangnam modni festival u Oktobru
- Daemosan festival

## Spoljašnje veze
- Gangnam-gu website(na korejskom)
- Čeongdam
- Južna Koreja metro linije